# 浅井正昭
浅井 正昭（あさい まさあき、1929年 - 2012年1月24日）は、東京出身の日本の心理学者。専門領域は環境心理学・認知心理学・交通心理学。日本大学名誉教授。交通心理学と環境心理学については、日本におけるパイオニアの一人。2010年春に、瑞宝中綬章を叙勲。
1999年 日本大学文理学部教授を定年退任、名誉教授。日本心理学会常任理事、人間環境学会MERA会長等を歴任した。

## 共編
- 『現代人の病理 第4巻エロスの臨床社会心理学』相場均,南博共編 誠信書房 1974

## 翻訳
- D.J.ワイントローブ, E.L.ウォーカー『知覚』古牧節子共訳　福村出版　1982　基礎心理学シリーズ
- アーウィン・H.ズービ『環境評価 都市・文化・住宅・景観』監訳　西村書店　2002　環境と人間行動シリーズ